# Юсибов, Гасан Мехти оглы
Гасан Мехти оглы Юсибов (азерб. Həsən Mehdi oğlu Yusifov; 10 января 1884, Джеватский уезд — 16 сентября 1951, Баку) — советский азербайджанский животновод, Герой Социалистического Труда (1948).

## Биография
Родился 10 января 1884 года в селе Таталылар Джеватского уезда Бакинской губернии (ныне — в Бейлаганском районе Азербайджана).
С 1936 года — колхозник, с 1939 года — председатель колхоза имени Кагановича Ждановского района, с 1948 года — председатель Таталыларского сельского совета. В 1947 году вырастил от 1220 грубошёрстных овцематок 1524 ягнят при среднем весе ягнят к отбивке 41,8 килограмма.
Указом Президиума Верховного Совета СССР от 17 августа 1948 года за получение в 1947 году высокой продуктивности животноводства Юсибову Гасану Мехти оглы присвоено звание Героя Социалистического Труда с вручением ордена Ленина и золотой медали «Серп и Молот».
3 июня 1951 года арестован, заключён в Баиловскую тюрьму № 2, где и скончался 16 сентября 1951 года.
В 1987 году посмертно реабилитирован.